# Stomatia
Stomatia is een geslacht van weekdieren uit de klasse van de Gastropoda (slakken).

## Soorten
- Stomatia decussata A. Adams, 1850
- Stomatia phymotis Helbling, 1779
- Stomatia splendidula A. Adams, 1855